# Wolfgang Leppmann (Slawist)
Wolfgang Johannes Leppmann (* 22. Oktober 1902 in Berlin; † 14. September 1943 im KZ Auschwitz) war ein deutscher Slawist und Historiker.

## Leben
Die Leppmanns waren ursprünglich eine jüdische Bäckerfamilie aus Peiskretscham in Oberschlesien. Wolfgangs Vater Friedrich und sein Onkel Arthur waren Gerichtsmediziner und Gefängnisärzte. Wolfgang Leppmann wurde evangelisch getauft und besuchte das Kaiserin-Augusta-Gymnasium und das Mommsen-Gymnasium in Berlin-Charlottenburg. Nach dem im September 1922 abgelegten Abitur studierte er zunächst an der Friedrich-Wilhelms-Universität Berlin Geschichte, Slawistik und Philosophie. Nach dem ersten Semester wechselte er zunächst für ein Jahr nach Göttingen, anschließend nach Wien sowie nach Prag an die deutsche Karl-Ferdinands-Universität und an die tschechische Karls-Universität. 1926 kehrte er nach Berlin zurück, wo er 1930 bei Otto Hoetzsch über Nikolai Stankevic und sein Kreis. Studien zur Moskauer Literaturbewegung 1830-1840 promovierte.
Leppmann wurde wissenschaftlicher Assistent bei Hoetzsch. Er publizierte vor allem in der von Hoetzsch herausgegebenen Zeitschrift Osteuropa über literarische Themen sowie in der Zeitschrift für Osteuropäische Geschichte und legte 1931 sein Dolmetscherexamen für Russisch ab. Im Auftrag von Hoetzsch übernahm er die Redaktion der sowjetischen Quellenedition Die internationalen Beziehungen des Imperialismus mit Quellen zum Ausbruch des Ersten Weltkriegs in deutscher Übersetzung, von der 1931 bis 1934 fünf Bände erschienen. Außerdem engagierte sich Leppmann in einer Arbeitsgemeinschaft der Slawisten der Berliner Universität, die eine von der Deutschen Gesellschaft zum Studium Osteuropas herausgegebene Bibliographie Die Sovet-Union 1917-1932 besorgte. Ohne sich einer politischen Partei anzuschließen, nahm Leppmann an Treffen des Leuchtenburgkreises teil, der aus der Jugendorganisation der Deutschen Demokratischen Partei hervorgegangen war.
Nach der nationalsozialistischen „Machtergreifung“ wurde Leppmann im Sommer nach den Bestimmungen des Gesetzes zur Wiederherstellung des Berufsbeamtentums als Jude entlassen. Hoetzsch ermöglichte ihm noch den Abschluss der Quellenedition Ende 1933. Leppmann arbeitete dann zunächst bei der Zentralstelle für Erforschung der Kriegsursachen und deren Zeitschrift Berliner Monatshefte als Sachverständiger für osteuropäische Fragen. Seine letzten Beiträge für die Monatshefte erschienen 1937 nur noch anonym. Die Friedrich-Wilhelm-Universität erklärte im Januar 1936 sein Promotionsverfahren für beendet, ohne dass Leppmann seine Dissertation publiziert hatte und entzog ihm so auf formalen Wege den Doktortitel.
Während seine Eltern und seine Geschwister mit Ausnahme seines älteren Bruders ab 1934 Deutschland verließen, blieb Wolfgang Leppmann trotzdem in Deutschland. Er arbeitete als Übersetzer und Privatdozent. Nach Ausbruch des Zweiten Weltkriegs wurde er in der Kriegswirtschaft dienstverpflichtet, trug 1940 Zementsäcke bei einer Tiefbaufirma und schaufelte 1941 Kohlen bei den Berliner Elektrizitäts-Werken.
Als Leppmann im November 1942 deportiert werden sollte, entschloss er sich, unterzutauchen und versteckte sich in der Wohnung einer Bekannten in Berlin-Friedrichshain. Eher zufällig fiel er am Abend des 9. Dezember 1942 zwei Kriminalpolizisten auf, die im Hausflur eigentlich nach einem anderen Verdächtigen fahndeten. Er, ein weiterer versteckter Jude und die Frau, die ihnen Unterschlupf gewährt hatte, wurden verhaftet. Vermutlich auf Grund der Bekanntheit seines Vaters wurde Leppmann nicht sofort deportiert, sondern im Untersuchungsgefängnis Moabit inhaftiert, wo sein Vater Gefängnisarzt gewesen war. Nach Auskunft von Leppmanns Familie wurde eine „fiktive Verdächtigung“ gegen ihn erhoben, um ihn vor dem Zugriff der Gestapo zu schützen. Er wurde im Januar 1943 wegen „Rassenschande“ zu zweieinhalb Jahren Zuchthaus verurteilt. Nach der Einlieferung in das Gefangenenlager Rollwald in Nieder-Roden stellte der dortige Kommandant fest, dass Leppmann als „Volljude“ zu klassifizieren sei und überstellte ihn am 6. Mai 1943 in das Stapogefängnis Darmstadt. Von dort wurde er auf Antrag der Stapostelle Berlin nach Berlin zurückgebracht und anschließend nach Auschwitz deportiert.
Über das Schicksal Leppmanns im KZ Auschwitz ist nur wenig bekannt. Seine ehemalige Lebensgefährtin erhielt von dort die Mitteilung, dass er am 14. September 1943 an Sepsis bei Phlegmone verstorben und eingeäschert worden sei.

## Schriften
- Das polnisch-tschechische Grenzproblem und seine Entwicklung nach dem Weltkrieg. In: Osteuropa, 1927/28, S. 481–495.
- Die Entwicklung der Literaturgruppen in Sowjetrussland. In: Osteuropa, 1929/30, S. 215–235.
- Boris Pilniak. In: Osteuropa, 1929/30, S. 798–810.
- Fedor Gladkow, In: Osteuropa, 1930/31, S. 329–337.
- Der sowjetrussische Gesellschaftsroman. In: Osteuropa, 1931/32, S. 13–17.
- Demian Bjedny. In: Osteuropa, 1931/32, S. 656–666.
- Die russische Geschichtswissenschaft in der Emigration. In: Zeitschrift für Osteuropäische Geschichte 5 (1931), S. 215–248.
- Redaktion bei Otto Hoetzsch: Die internationalen Beziehungen im Zeitalter des Imperialismus. Berlin 1931–1934.
- Rußland und die tschechischen Autonomiebestrebungen vor dem Weltkriege. In: Berliner Monatshefte 12 (1934), S. 1008–1022.
- Die polnische Frage in der russischen Politik 1904–1914. In: Berliner Monatshefte 8 (1935), S. 659–679.
- Masaryk und seine Aktion während des Weltkrieges. In: Berliner Monatshefte 11 (1937), S. 1000–1020.